# 12 Heures de Sebring 2013
Navigation
Édition précédente Édition suivante
Les 12 Heures de Sebring 2013 se déroule le 16 mars 2013, ils constituent la 61e édition et sont la première manche de l'American Le Mans Series 2013 ; la course ne fait plus partie du Championnat du monde d'endurance FIA.

## Circuit

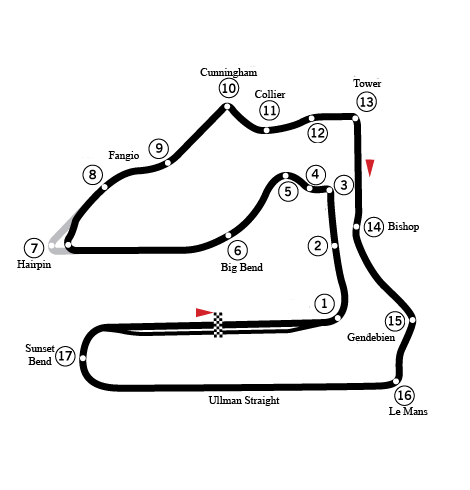
Le Sebring International Raceway, cadre des 12 Heures de Sebring 2013.

Les 12 Heures de Sebring 2013 se déroulent sur le Sebring International Raceway situé en Floride. Il est composé de deux longues lignes droites, séparées par des courbes rapides ainsi que quelques chicanes. Ce tracé a un grand passé historique car il est utilisé pour des courses automobiles depuis 1950. Ce circuit est célèbre car il a accueilli la Formule 1.

## Qualifications

### Résultats des qualifications
Les premiers dans chaque catégorie sont indiqués en gras.
| Position | Catégorie | Écurie                                   | Pilote                | Temps          | Grille |
| -------- | --------- | ---------------------------------------- | --------------------- | -------------- | ------ |
| 1        | P1        | n° 1 Audi Sport Team Joest               | Marcel Fässler        | 1 min 43 s 886 | 1      |
| 2        | P1        | n° 2 Audi Sport Team Joest               | Allan McNish          | 1 min 43 s 895 | 2      |
| 3        | P1        | n° 12 Rebellion Racing                   | Nick Heidfeld         | 1 min 46 s 456 | 3      |
| 4        | P1        | n° 6 Muscle Milk Pickett Racing          | Klaus Graf            | 1 min 46 s 478 | 4      |
| 5        | P1        | n° 13 Rebellion Racing                   | Andrea Belicchi       | 1 min 46 s 689 | 5      |
| 6        | P1        | n° 16 Dyson Racing                       | Butch Leitzinger      | 1 min 48 s 407 | 6      |
| 7        | P2        | n° 551 Level 5 Motorsports               | Ryan Briscoe          | 1 min 51 s 159 | 7      |
| 8        | P2        | n° 552 Level 5 Motorsports               | Ryan Hunter-Reay      | 1 min 51 s 271 | 8      |
| 9        | P2        | n° 41 Greaves Motorsport                 | Tom Kimber-Smith      | 1 min 51 s 366 | 9      |
| 10       | P2        | n° 01 Extreme Speed Motorsports          | David Brabham         | 1 min 52 s 703 | 10     |
| 11       | P2        | n° 02 Extreme Speed Motorsports          | Johannes van Overbeek | 1 min 53 s 074 | 11     |
| 12       | PC        | n° 05 CORE Autosport                     | Colin Braun           | 1 min 53 s 404 | 12     |
| 13       | PC        | n° 9 RSR Racing                          | Bruno Junqueira       | 1 min 53 s 674 | 13     |
| 14       | PC        | n° 81 DragonSpeed Mishumotors            | Pierre Kaffer         | 1 min 53 s 838 | 14     |
| 15       | P1        | n° 0 DeltaWing Racing Cars               | Olivier Pla           | 1 min 53 s 866 | 15     |
| 16       | PC        | n° 52 Mathiasen Motorsports              | David Ostella         | 1 min 54 s 311 | 16     |
| 17       | PC        | n° 8 BAR1 Motorsports                    | Kyle Marcelli         | 1 min 54 s 520 | 17     |
| 18       | PC        | n° 500 Performance Tech Motorsports      | Tristan Nunez         | 1 min 54 s 598 | 18     |
| 19       | PC        | n° 7 BAR1 Motorsports                    | Rusty Mitchell        | 1 min 55 s 282 | 19     |
| 20       | GT        | n° 62 Risi Competizione                  | Gianmaria Bruni       | 1 min 58 s 815 | 20     |
| 21       | GT        | n° 4 Corvette Racing                     | Oliver Gavin          | 1 min 58 s 934 | 21     |
| 22       | GT        | n° 97 Aston Martin Racing                | Stefan Mücke          | 1 min 58 s 990 | 22     |
| 23       | GT        | n° 007 Aston Martin Racing               | Pedro Lamy            | 1 min 59 s 208 | 23     |
| 24       | GT        | n° 3 Corvette Racing                     | Antonio García        | 1 min 59 s 348 | 24     |
| 25       | GT        | n° 93 SRT Motorsports                    | Jonathan Bomarito     | 1 min 59 s 430 | 25     |
| 26       | GT        | n° 48 Paul Miller Racing                 | Marco Holzer          | 1 min 59 s 543 | 26     |
| 27       | GT        | n° 55 BMW Team RLL                       | Maxime Martin         | 1 min 59 s 736 | 27     |
| 28       | GT        | n° 56 BMW Rahal Letterman Lanigan Racing | Joey Hand             | 1 min 59 s 847 | 28     |
| 29       | GT        | n° 91 SRT Motorsports                    | Dominik Farnbacher    | 1 min 59 s 898 | 29     |
| 30       | GT        | n° 23 Team West/Alex Job Racing          | Leh Keen              | 2 min 00 s 308 | 30     |
| 31       | GT        | n° 17 Team Falken Tire                   | Wolf Henzler          | 2 min 00 s 365 | 31     |
| 32       | GTC       | n° 27 Dempsey Racing                     | Andy Lally            | 2 min 05 s 446 | 32     |
| 33       | GTC       | n° 22 Alex Job Racing                    | Jeroen Bleekemolen    | 2 min 05 s 747 | 33     |
| 34       | GTC       | n° 30 NGT Motorsport                     | Sean Edwards          | 2 min 05 s 747 | 34     |
| 35       | GTC       | n° 45 Flying Lizard Motorsports          | Spencer Pumpelly      | 2 min 05 s 765 | 35     |
| 36       | GTC       | n° 66 TRG                                | Damien Faulkner       | 2 min 05 s 910 | 36     |
| 37       | GTC       | n° 11 JDX Racing                         | Jan Heylen            | 2 min 05 s 936 | 37     |
| 38       | GTC       | n° 44 Flying Lizard Motorsports          | Alexandre Imperatori  | 2 min 06 s 059 | 38     |
| 39       | GTC       | n° 10 Dempsey Racing                     | Andrew Davis          | 2 min 06 s 219 | 39     |
| 40       | GTC       | n° 68 TRG                                | Kévin Estre           | 2 min 06 s 246 | 40     |
| 41       | GTC       | n° 31 NGT Motorsport                     | Kuba Giermaziak       | 2 min 07 s 057 | 41     |
| 42       | GTC       | n° 99 Competition Motorsports            | Lawson Aschenbach     | 2 min 07 s 366 | 42     |

## Course

### Résultats Course
Voici le classement officiel au terme de la course.
Les vainqueurs de catégorie sont notés en gras. Les voitures ne terminent pas 70 % de la distance de leur vainqueur de la classe sont marqués comme Non classé (NC).
| Position | Catégorie | N°  | Écurie                          | Pilotes                                               | Châssis                                 | pneu | Tours |
| Position | Catégorie | N°  | Écurie                          | Pilotes                                               | Moteur                                  | pneu | Tours |
| -------- | --------- | --- | ------------------------------- | ----------------------------------------------------- | --------------------------------------- | ---- | ----- |
| 1        | P1        | 1   | Audi Sport Team Joest           | Marcel Fässler Benoît Tréluyer Oliver Jarvis          | Audi R18 e-tron quattro                 | M    | 364   |
| 1        | P1        | 1   | Audi Sport Team Joest           | Marcel Fässler Benoît Tréluyer Oliver Jarvis          | Audi TDI 3.7 L Turbo V6 (Hybrid Diesel) | M    | 364   |
| 2        | P1        | 2   | Audi Sport Team Joest           | Allan McNish Tom Kristensen Lucas di Grassi           | Audi R18 e-tron quattro                 | M    | 364   |
| 2        | P1        | 2   | Audi Sport Team Joest           | Allan McNish Tom Kristensen Lucas di Grassi           | Audi TDI 3.7 L Turbo V6 (Hybrid Diesel) | M    | 364   |
| 3        | P1        | 12  | Rebellion Racing                | Nick Heidfeld Neel Jani Nicolas Prost                 | Lola B12/60                             | M    | 359   |
| 3        | P1        | 12  | Rebellion Racing                | Nick Heidfeld Neel Jani Nicolas Prost                 | Toyota RV8KLM 3.4 L V8                  | M    | 359   |
| 4        | P1        | 6   | Muscle Milk Pickett Racing      | Klaus Graf Lucas Luhr Romain Dumas                    | HPD ARX-03a                             | M    | 358   |
| 4        | P1        | 6   | Muscle Milk Pickett Racing      | Klaus Graf Lucas Luhr Romain Dumas                    | Honda 3.4 L V8                          | M    | 358   |
| 5        | P1        | 13  | Rebellion Racing                | Mathias Beche Congfu Cheng Andrea Belicchi            | Lola B12/60                             | M    | 354   |
| 5        | P1        | 13  | Rebellion Racing                | Mathias Beche Congfu Cheng Andrea Belicchi            | Toyota RV8KLM 3.4 L V8                  | M    | 354   |
| 6        | P2        | 551 | Level 5 Motorsports             | Scott Tucker Marino Franchitti Ryan Briscoe           | HPD ARX-03b                             | M    | 346   |
| 6        | P2        | 551 | Level 5 Motorsports             | Scott Tucker Marino Franchitti Ryan Briscoe           | Honda HR28TT 2.8 L Turbo V6             | M    | 346   |
| 7        | P2        | 552 | Level 5 Motorsports             | Scott Tucker Ryan Hunter-Reay Simon Pagenaud          | HPD ARX-03b                             | M    | 345   |
| 7        | P2        | 552 | Level 5 Motorsports             | Scott Tucker Ryan Hunter-Reay Simon Pagenaud          | Honda HR28TT 2.8 L Turbo V6             | M    | 345   |
| 8        | P2        | 41  | Greaves Motorsport              | Tom Kimber-Smith Christian Zugel Eric Lux             | Zytek Z11SN                             | D    | 342   |
| 8        | P2        | 41  | Greaves Motorsport              | Tom Kimber-Smith Christian Zugel Eric Lux             | Nissan VK45DE 4.5 L V8                  | D    | 342   |
| 9        | PC        | 52  | PR1 Mathiesen Motorsports       | David Cheng Mike Guasch David Ostella                 | Oreca FLM09                             | C    | 336   |
| 9        | PC        | 52  | PR1 Mathiesen Motorsports       | David Cheng Mike Guasch David Ostella                 | Chevrolet 6.2 L V8                      | C    | 336   |
| 10       | PC        | 8   | BAR1 Motorsports                | Kyle Marcelli Chris Cumming Stefan Johansson          | Oreca FLM09                             | C    | 336   |
| 10       | PC        | 8   | BAR1 Motorsports                | Kyle Marcelli Chris Cumming Stefan Johansson          | Chevrolet 6.2 L V8                      | C    | 336   |
| 11       | PC        | 500 | Performance Tech Motorsports    | Tristan Nunez Charlie Shears David Heinemeier Hansson | Oreca FLM09                             | C    | 335   |
| 11       | PC        | 500 | Performance Tech Motorsports    | Tristan Nunez Charlie Shears David Heinemeier Hansson | Chevrolet 6.2 L V8                      | C    | 335   |
| 12       | PC        | 9   | RSR Racing                      | Bruno Junqueira Alex Popow Duncan Ende                | Oreca FLM09                             | C    | 335   |
| 12       | PC        | 9   | RSR Racing                      | Bruno Junqueira Alex Popow Duncan Ende                | Chevrolet 6.2 L V8                      | C    | 335   |
| 13       | P2        | 02  | Extreme Speed Motorsports       | Ed Brown Johannes van Overbeek Anthony Lazzaro        | HPD ARX-03b                             | M    | 335   |
| 13       | P2        | 02  | Extreme Speed Motorsports       | Ed Brown Johannes van Overbeek Anthony Lazzaro        | Honda HR28TT 2.8 L Turbo V6             | M    | 335   |
| 14       | PC        | 05  | CORE Autosport                  | Jon Bennett Colin Braun Mark Wilkins                  | Oreca FLM09                             | C    | 334   |
| 14       | PC        | 05  | CORE Autosport                  | Jon Bennett Colin Braun Mark Wilkins                  | Chevrolet 6.2 L V8                      | C    | 334   |
| 15       | GT        | 4   | Corvette Racing                 | Oliver Gavin Tommy Milner Richard Westbrook           | Chevrolet Corvette C6.R                 | M    | 333   |
| 15       | GT        | 4   | Corvette Racing                 | Oliver Gavin Tommy Milner Richard Westbrook           | Chevrolet 5.5 L V8                      | M    | 333   |
| 16       | GT        | 62  | Risi Competizione               | Olivier Beretta Matteo Malucelli Gianmaria Bruni      | Ferrari 458 Italia GT2                  | M    | 333   |
| 16       | GT        | 62  | Risi Competizione               | Olivier Beretta Matteo Malucelli Gianmaria Bruni      | Ferrari 4.5 L V8                        | M    | 333   |
| 17       | GT        | 17  | Team Falken Tire                | Bryan Sellers Wolf Henzler Nick Tandy                 | Porsche 911 GT3 RSR (997)               | F    | 332   |
| 17       | GT        | 17  | Team Falken Tire                | Bryan Sellers Wolf Henzler Nick Tandy                 | Porsche 4.0 L Flat-6                    | F    | 332   |
| 18       | GT        | 55  | BMW Team RLL                    | Bill Auberlen Maxime Martin Jörg Müller               | BMW Z4 GTE                              | M    | 330   |
| 18       | GT        | 55  | BMW Team RLL                    | Bill Auberlen Maxime Martin Jörg Müller               | BMW 4.4 L V8                            | M    | 330   |
| 19       | GT        | 91  | SRT Motorsports                 | Marc Goossens Ryan Dalziel Dominik Farnbacher         | SRT Viper GTS-R                         | M    | 329   |
| 19       | GT        | 91  | SRT Motorsports                 | Marc Goossens Ryan Dalziel Dominik Farnbacher         | SRT 8.0 L V10                           | M    | 329   |
| 20       | GT        | 48  | Paul Miller Racing              | Bryce Miller Marco Holzer Richard Lietz               | Porsche 911 GT3 RSR (997)               | M    | 329   |
| 20       | GT        | 48  | Paul Miller Racing              | Bryce Miller Marco Holzer Richard Lietz               | Porsche 4.0 L Flat-6                    | M    | 329   |
| 21       | PC        | 7   | BAR1 Motorsports                | Tomy Drissi Rusty Mitchell Chapman Ducote             | Oreca FLM09                             | C    | 326   |
| 21       | PC        | 7   | BAR1 Motorsports                | Tomy Drissi Rusty Mitchell Chapman Ducote             | Chevrolet 6.2 L V8                      | C    | 326   |
| 22       | GT        | 56  | BMW Team RLL                    | John Edwards Joey Hand Dirk Müller                    | BMW Z4 GTE                              | M    | 321   |
| 22       | GT        | 56  | BMW Team RLL                    | John Edwards Joey Hand Dirk Müller                    | BMW 4.4 L V8                            | M    | 321   |
| 23       | GT        | 97  | Aston Martin Racing             | Darren Turner Stefan Mücke Bruno Senna                | Aston Martin Vantage GTE                | M    | 318   |
| 23       | GT        | 97  | Aston Martin Racing             | Darren Turner Stefan Mücke Bruno Senna                | Aston Martin 4.5 L V8                   | M    | 318   |
| 24       | GTC       | 22  | Alex Job Racing                 | Cooper MacNeil Jeroen Bleekemolen Dion von Moltke     | Porsche 997 GT3 Cup                     | Y    | 315   |
| 24       | GTC       | 22  | Alex Job Racing                 | Cooper MacNeil Jeroen Bleekemolen Dion von Moltke     | Porsche 4.0 L Flat-6                    | Y    | 315   |
| 25       | GTC       | 45  | Flying Lizard Motorsports       | Brian Wong Spencer Pumpelly Nelson Canache, Jr.       | Porsche 997 GT3 Cup                     | Y    | 315   |
| 25       | GTC       | 45  | Flying Lizard Motorsports       | Brian Wong Spencer Pumpelly Nelson Canache, Jr.       | Porsche 4.0 L Flat-6                    | Y    | 315   |
| 26       | GTC       | 30  | NGT Motorsport                  | Henrique Cisneros Sean Edwards Marco Seefried         | Porsche 997 GT3 Cup                     | Y    | 314   |
| 26       | GTC       | 30  | NGT Motorsport                  | Henrique Cisneros Sean Edwards Marco Seefried         | Porsche 4.0 L Flat-6                    | Y    | 314   |
| 27       | GTC       | 11  | JDX Racing                      | Mike Hedlund Jon Fogarty Jan Heylen                   | Porsche 997 GT3 Cup                     | Y    | 314   |
| 27       | GTC       | 11  | JDX Racing                      | Mike Hedlund Jon Fogarty Jan Heylen                   | Porsche 4.0 L Flat-6                    | Y    | 314   |
| 28       | GTC       | 66  | TRG                             | Ben Keating Craig Stanton Damien Faulkner             | Porsche 997 GT3 Cup                     | Y    | 313   |
| 28       | GTC       | 66  | TRG                             | Ben Keating Craig Stanton Damien Faulkner             | Porsche 4.0 L Flat-6                    | Y    | 313   |
| 29       | GTC       | 27  | Dempsey Del Piero Racing        | Patrick Dempsey Andy Lally Joe Foster                 | Porsche 997 GT3 Cup                     | Y    | 311   |
| 29       | GTC       | 27  | Dempsey Del Piero Racing        | Patrick Dempsey Andy Lally Joe Foster                 | Porsche 4.0 L Flat-6                    | Y    | 311   |
| 30       | GTC       | 10  | Dempsey Del Piero Racing        | Andrew Davis Bob Faieta Michael Avenatti              | Porsche 997 GT3 Cup                     | Y    | 311   |
| 30       | GTC       | 10  | Dempsey Del Piero Racing        | Andrew Davis Bob Faieta Michael Avenatti              | Porsche 4.0 L Flat-6                    | Y    | 311   |
| 31       | GTC       | 99  | Competition Motorsports         | David Calvert-Jones Sascha Maassen Lawson Aschenbach  | Porsche 997 GT3 Cup                     | Y    | 309   |
| 31       | GTC       | 99  | Competition Motorsports         | David Calvert-Jones Sascha Maassen Lawson Aschenbach  | Porsche 4.0 L Flat-6                    | Y    | 309   |
| 32       | GTC       | 44  | Flying Lizard Motorsports       | Pierre Ehret Brett Sandberg Alexandre Imperatori      | Porsche 997 GT3 Cup                     | Y    | 309   |
| 32       | GTC       | 44  | Flying Lizard Motorsports       | Pierre Ehret Brett Sandberg Alexandre Imperatori      | Porsche 4.0 L Flat-6                    | Y    | 309   |
| 33       | GT        | 007 | Aston Martin Racing             | Paul Dalla Lana Billy Johnson Pedro Lamy              | Aston Martin Vantage GTE                | M    | 307   |
| 33       | GT        | 007 | Aston Martin Racing             | Paul Dalla Lana Billy Johnson Pedro Lamy              | Aston Martin 4.5 L V8                   | M    | 307   |
| 34       | GT        | 93  | SRT Motorsports                 | Tommy Kendall Jonathan Bomarito Kuno Wittmer          | SRT Viper GTS-R                         | M    | 303   |
| 34       | GT        | 93  | SRT Motorsports                 | Tommy Kendall Jonathan Bomarito Kuno Wittmer          | SRT 8.0 L V10                           | M    | 303   |
| 35       | GTC       | 31  | NGT Motorsport                  | Mario Farnbacher Kuba Giermaziak Carlos Gómez         | Porsche 997 GT3 Cup                     | Y    | 301   |
| 35       | GTC       | 31  | NGT Motorsport                  | Mario Farnbacher Kuba Giermaziak Carlos Gómez         | Porsche 4.0 L Flat-6                    | Y    | 301   |
| 36       | PC        | 81  | DragonSpeed Mishumotors         | Mirco Schultis Patrick Simon Pierre Kaffer            | Oreca FLM09                             | C    | 286   |
| 36       | PC        | 81  | DragonSpeed Mishumotors         | Mirco Schultis Patrick Simon Pierre Kaffer            | Chevrolet 6.2 L V8                      | C    | 286   |
| 37       | P2        | 01  | Extreme Speed Motorsports       | Scott Sharp Guy Cosmo David Brabham                   | HPD ARX-03b                             | M    | 281   |
| 37       | P2        | 01  | Extreme Speed Motorsports       | Scott Sharp Guy Cosmo David Brabham                   | Honda HR28TT 2.8 L Turbo V6             | M    | 281   |
| 38       | GTC       | 68  | TRG                             | Al Carter Carlos de Quesada Kévin Estre               | Porsche 997 GT3 Cup                     | Y    | 269   |
| 38       | GTC       | 68  | TRG                             | Al Carter Carlos de Quesada Kévin Estre               | Porsche 4.0 L Flat-6                    | Y    | 269   |
| 39 ABD   | GT        | 3   | Corvette Racing                 | Jan Magnussen Antonio García Jordan Taylor            | Chevrolet Corvette C6.R                 | M    | 213   |
| 39 ABD   | GT        | 3   | Corvette Racing                 | Jan Magnussen Antonio García Jordan Taylor            | Chevrolet 5.5 L V8                      | M    | 213   |
| 40 ABD   | GT        | 23  | Team West/AJR/Boardwalk Ferrari | Townsend Bell Bill Sweedler Leh Keen                  | Ferrari 458 Italia GT2                  | Y    | 209   |
| 40 ABD   | GT        | 23  | Team West/AJR/Boardwalk Ferrari | Townsend Bell Bill Sweedler Leh Keen                  | Ferrari 4.5 L V8                        | Y    | 209   |
| 41 ABD   | P1        | 16  | Dyson Racing                    | Chris Dyson Butch Leitzinger Guy Smith                | Lola B12/60                             | M    | 81    |
| 41 ABD   | P1        | 16  | Dyson Racing                    | Chris Dyson Butch Leitzinger Guy Smith                | Mazda MZR-R 2.0 L Turbo I4 (Butanol)    | M    | 81    |
| 42 ABD   | P1        | 0   | DeltaWing Racing Cars           | Olivier Pla Andy Meyrick Lucas Ordóñez                | DeltaWing LM12                          | B    | 9     |
| 42 ABD   | P1        | 0   | DeltaWing Racing Cars           | Olivier Pla Andy Meyrick Lucas Ordóñez                | Élan 1.9 L Turbo I4                     | B    | 9     |